# معبد عزبة رشدي

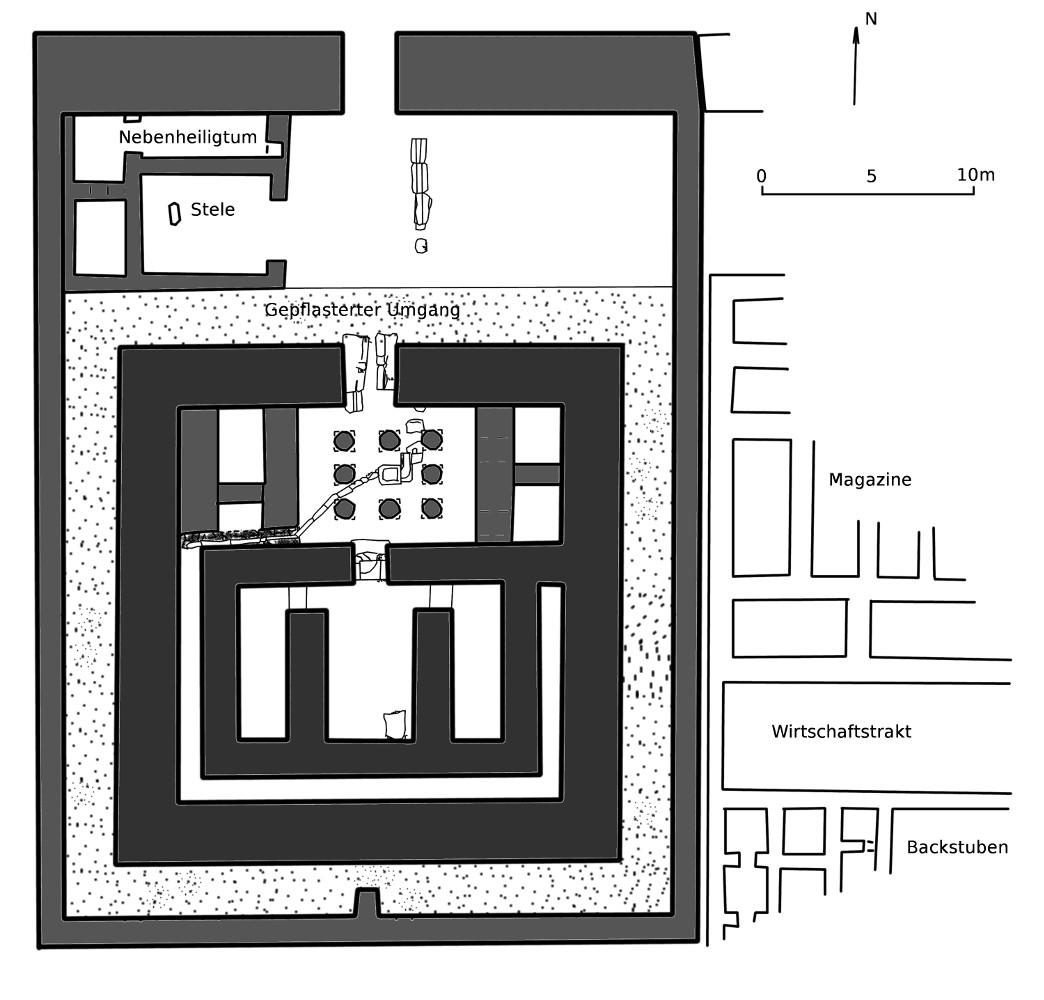
مخطط المعبد

تم اكتشاف معبد عزبة رشدي المصري القديم بالقرب من قرية عزبة رشدي الصغيرة - نفسها شمال تل الضبعة، أفاريس القديمة - ويعود تاريخه إلى الأسرة الثانية عشرة. تم التنقيب عنه لأول مرة في عام 1951 من قبل شحاتة آدم الذي كان يعمل في مصلحة الآثار المصرية. تم حفر المعبد مرة أخرى في عام 1996 من قبل البعثة النمساوية بقيادة مانفريد بيتاك.
يحتوي مجمع المعبد على تصميم نموذجي لمعابد المملكة المصرية الوسطى. تبلغ أبعاده 31 × 41.5 مترًا، وقد تم بناؤه من الطوب اللبن. وفقًا للحفار الأول شحاتة آدم، تم بناء الهيكل على يد الملك أمنمحات الأول. تم العثور على لوحة هنا تعود إلى الملك سنوسرت الثالث ويبدو من المحتمل أن هذا الأخير وسع المعبد خلال فترة حكمه.
ومع ذلك، أظهرت الحفريات النمساوية أن تحت المعبد امتدت مستوطنة قديمة، والتي يمكن تأريخها بالفخار إلى النصف الأول من الأسرة الثانية عشرة. تم إعطاء المعبد نفسه تاريخ بناء جديد في حوالي الأسرة الثانية عشرة، ربما في العام الخامس من سنوسرت الثالث، كما يتضح من اللوحة المذكورة أعلاه. كان المدخل من الجهة الشمالية حيث كانت الجدران أقوى ويبدو أنها شكلت برجًا من الآجر. ربما كان المدخل في وقت من الأوقات محاطًا بألواح من الحجر الجيري منقوشة. وقف المعبد المناسب داخل فناء مفتوح. على الجانب الغربي خلف البوابة الرئيسية كان هناك معبد صغير، بينما كان المعبد الرئيسي مقابل المدخل الشمالي. خلف مدخل المعبد، كان يوجد فناء ربما يحتوي على ثمانية أعمدة. تم العثور على بعض قواعد الأعمدة الحجرية. كان شرق وغرب هذا الفناء على كلا الجانبين غرفتين صغيرتين، بينما كان على الجانب الجنوبي ثلاث مصليات عبادة. تم وضع هذا المعبد داخل مجمع أكبر. على الجانب الشرقي تم التنقيب عن بقايا مخازن ومباني إدارية.
تم العثور في المعبد على عدة تماثيل لكبار المسؤولين والملوك.